# Rodauwiesen bei Rollwald
Das Naturschutzgebiet Rodauwiesen bei Rollwald (NSG-Kennung 1438033) liegt im hessischen Landkreis Offenbach. Es umfasst einen etwa 32,74 Hektar großen Wiesenbestand im Stadtgebiet von Rodgau.

## Gebietsbeschreibung
Das Naturschutzgebiet liegt in der Gemarkung Rodgau zwischen Rollwald und Ober-Roden im Naturraum Untermainebene. Es umfasst Teile der von ausgedehnten Grünlandflächen geprägten Niederung der Rodau und setzt sich aus noch vorhandenen Feucht- und Nasswiesen sowie einem großflächigen Schilfröhricht zusammen.

## Schutzzweck
Zweck der NSG-Ausweisung ist der Schutz ausgedehnter Grünlandflächen mit großflächigen Schilfröhrichten als Lebensräume seltener und gefährdeter Tier- und Pflanzenarten. Zweck der Unterschutzstellung ist es, diese zu sichern.

## Naturschutzgebiete im Landkreis Offenbach
- Liste der Naturschutzgebiete im Landkreis Offenbach